# Lesnoj (kraj Kamtsjatka)
Lesnoj (Russisch: Лесной) is een plaats (posjolok) in het gemeentelijke district Jelizovski van de Russische kraj Kamtsjatka. De plaats ligt aan een zijweg van de weg R-474 van Jelizovo naar de hoofdweg van Kamtsjatka, op 31 kilometer ten noordwesten van Jelizovo (over de weg), aan de instroom van de rivier de Topolovaja (zijrivier van de Korjakskaja, stroomgebied van de Avatsja). In de plaats wonen 1.130 mensen (2007).
Ten noordwesten van de plaats ligt de heuvel Gorelaja (373 meter). Iets oostelijker ligt het plaatsje Bereznjaki.
Bestuurlijk centrum: Jelizovo

Bereznjaki · Dalni · Dvoeretsje · Ganaly · Joezjnye Korjaki · Ketkino · Korjaki · Krasny · Kroetoberegovy · Lesnoj · Malka · Nagorny · Natsjiki · Nikolajevka · Novy · Paratoenka · Pinatsjevo · Pionerski · Razdolny · Severnye Korjaki · Sokotsj · Sosnovka · Svetly · Termalny · Voelkanny · Zeleny